# In the Mouth – A Hand
In the Mouth – A Hand ist ein Jazzalbum von Fire! mit Oren Ambarchi. Die am 28. Oktober 2011 in den Eastcote Studios, London, entstandenen Aufnahmen erschienen am 11. Mai 2012 auf Rune Grammofon.

## Hintergrund
Für ihr drittes Album taten sich die drei Mitglieder von Fire!, der Saxophonist Mats Gustafsson, der Bassist Johan Berthling und der Schlagzeuger Andreas Werliin mit dem Gitarristen Oren Ambarchi zusammen. Wie im Falle von Jim O’Rourke auf dem vorherigen Album Unreleased? (2011) ist dies kein bloßer Gastauftritt; Ambarchi ist als Musiker voll integriert. Gustafsson spielt neben seinem Hauptinstrument, dem Tenorsaxophon, auch Orgel und ein Fender Rhodes-E-Piano.

## Titelliste
- In the Mouth – A Hand (Rune Grammofon RLP3130)[1]

1. A Man who Might Have Been Screaming 18:05
2. And the Stories Will Flood Your Satisfaction (with Terror) 23:19
3. He Wants to Sleep in a Dream (He Keeps in His Head) 19:07
4. Possibly She Was One, Or Had Been One Before (Brew Dog) 23:49

Die Kompositionen stammen von Andreas Werliin, Johan Berthling, Mats Gustafsson, Oren Ambarchi. Track 4 ist nicht in der CD-Version enthalten.

## Rezeption
Auf ihrem dritten Album würde das Tro einen besonderen Gast begrüßen, dessen Ruf im minimalistischen, texturbildenden Bereich der Gitarre liege, schrieb Martin Longley in der BBC. Angesichts dessen, dass man von Fire! eine extreme Improvisationsdichte und eine rasende Klangkatharsis gewohnt sei, war der Australier Oren Ambarchi aufgefordert, seine aggressivere Seite zu offenbaren. Dies verursache überhaupt keine Probleme, da er völlig in die umliegenden Explosionen des Überflusses eintauche. Die ersten drei Tracks würden von einem treibenden, Riff- und Band-orientierten Ansatz geprägt.
Das abschließende Stück, „I Am Sucking for a Bruise“, würde eher Ambarchis üblichem Schaffen ähneln, so Longley, voller tiefer Töne, die nach und nach an Kraft gewinnen, wobei Brummen, Dröhnen und langsame Schwingungen meist so klingen, als würden sie aus den Saiten des Gitarristen hervortreten. Dennoch habe Gustafsson zunehmend seine eigene texturverzerrende Elektronikarbeit entwickelt, sodass dieser abstraktere Abschluss wahrscheinlich auch seinen Beitrag erfordert, da alle Klänge in einer Reihe von Effekteinheiten zusammengeführt werden.